# Garibaldi Deliberador
Garibaldi Deliberador (Poços de Caldas, 20 de novembro de 1899 — Londrina, 23 de fevereiro de 1970) foi um político brasileiro. Foi um dos fundadores e prefeito da cidade de Sertanópolis, no estado do Paraná, entre 1929 e 1932.
Filho dos imigrantes italianos Francesco-Giuseppe-Nicola Liberatore e Maria Bosco, originários da cidade portuária italiana de Vasto, província de Chieti, casou-se em 23 de junho de 1922 com Maria José Mattei, também descendente de italianos, com quem teve nove filhos.
Participou ativamente da Revolução Constitucionalista de 1932, motivo pelo qual seria visto com desconfiança pelas autoridades federais e no mesmo seria destituído do cargo de prefeito de Sertanópolis.
A história de sua família, incluindo seu irmão Luiz Deliberador, corretor da Cia. de Terras Norte do Paraná, cruza-se com a de diversos municípios do chamado Norte Velho do estado do Paraná.